# Philotheria rochetii
Philotheria rochetii är en insektsart som först beskrevs av Gutrin-mtneville 1849.  Philotheria rochetii ingår i släktet Philotheria och familjen Dictyopharidae. Inga underarter finns listade i Catalogue of Life.